# Elatostema minutifolianum
Elatostema minutifolianum es una especie de planta del género Elatostema, perteneciente a la familia Urticaceae.

## Taxonomía
Elatostema minutifolianum fue descrita por Shao Shun Ying en 2024.

## Distribución
Se encuentra en el territorio de Taiwán.